# TranzAlpine
Der TranzAlpine ist eine Zugverbindung des Personenfernverkehrs zwischen Christchurch und Greymouth auf der Südinsel von Neuseeland. Der Name rührt her von dem Fahrweg des Zugs, der auf seiner Fahrt die Neuseeländischen Alpen überquert.

## Streckenführung

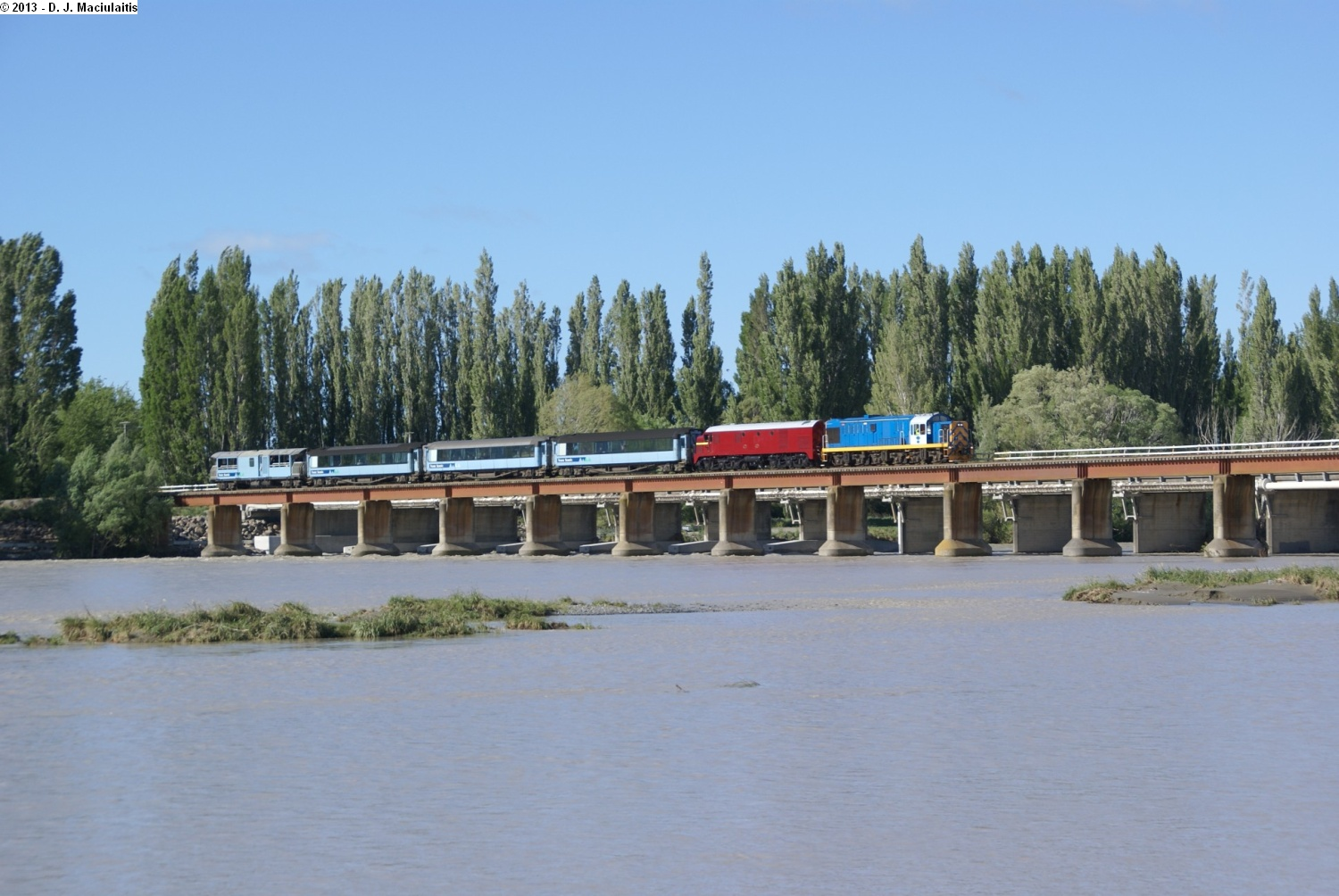
Brücke über den Waimakariri River

Der Zug verkehrt seit dem 22. November 1987 und ersetzte damals die bisherigen Expresszüge zwischen Christchurch und Greymouth. Er nutzt dabei im Wesentlichen die „Midland Line“-Bahnstrecke. Die Zugverbindung ist aufgrund der landschaftlich interessanten Streckenführung hauptsächlich für den Tourismus von Bedeutung. Die Länge der Strecke beträgt 223 km. Auf dieser Strecke werden 5 Viadukte (darunter das Staircase-Viadukt mit 73 m Höhe) überquert sowie 16 Tunnels durchfahren. Der längste Tunnel ist der Otira-Tunnel unter dem 920 m hohen Arthur’s Pass mit 8554 m Länge.

## Betrieb
Die Verbindung wird seit dem 1. Oktober 2008 von dem Geschäftsbereich Kiwi Rail Scenic Journeys der KiwiRail betrieben, einer Staatsbahn. Der Zug startet morgens in Christchurch und benötigt für die Strecke 4,5 Stunden. Nach einem einstündigen Aufenthalt in Greymouth beginnt die Rückfahrt, so dass der Zug abends wieder in Christchurch ankommt. Halte sind:
- Christchurch
- Rolleston
- Darfield
- Springfield
- Cass
- Arthur’s Pass
- Otira
- Moana
- Greymouth